# Сепиашвили, Реваз Исмаилович
Реваз Исмаилович Сепиашвили (род. 24 января 1955 года, Кутаиси) — доктор медицинских наук, профессор, академик Академии наук Грузии, заведующий кафедрой аллергологии и иммунологии Российского университета дружбы народов (РУДН), основатель и директор Института иммунофизиологии (с 1993 года), кавалер Ордена Чести (Грузия), лауреат премии имени И. И. Мечникова (2017).

## Биография
В 1971 году поступил на первый курс лечебного факультета Кубанского медицинского института имени Красной Армии в Краснодаре.
С 1978 по 1982 годы - учёба в заочной аспирантуре и одновременно работа на кафедры патофизиологии, младшим, а затем старшим научным сотрудником под руководством профессора Р. Б. Цынкаловского.
В 1984 году возглавил организованный им Иммунологический центр в Цхалтубо.
В ноябре 1989 года Сепиашвили успешно провел I Всесоюзный съезд иммунологов в Сочи, и по предложению академика Р. В. Петрова был избран членом Правления, Президиума и Вице-президентом Всесоюзного научного общества иммунологов.
В 1990 году в Цхалтубо создал и возглавил НИИ аллергологии и клинической иммунологии Академии наук Грузии.
В 2002 году избран иностранным действительным членом Академии наук Грузии.
В 2016 году избран членом-корреспондентом РАН.

## Научная деятельность
Организатор науки, специалист в области физиологии иммунной системы, нейроиммунофизиологии и клинической иммунологии. Основоположник нового научного направления - иммунореабилитологии.
Автор более 350 научных работ, опубликованных в отечественной и зарубежной периодической печати. Автор учебника «Введение в иммунологию», а также первой в СССР книги по СПИД.
Под редакцией Р.И. Сепиашвили изданы 18 монографий и учебных пособий по иммунореабилитологии и проблемам физиологии и патологии иммунной системы, в том числе:
- «Основы физиологии иммунной системы»
- «Нейроиммунопатология»
- «Физиология естественных киллеров»
- «Asthma: From Genes to Clinical Management» (2003)
- «Advances in Research & Management of Asthma and COPD», «New Horizons in Allergy, Asthma and Immunology»
- несколько руководств (2002-2008)

Под его руководством защищено 9 докторских и 20 кандидатских диссертаций.
- Дифференцированная иммунотерапия при хирургических гнойно-воспалительных заболеваниях / Сепиашвили Р.И., Корженевский А.А. / Аллергология и иммунология. 2009. Т. 10. № 1. С. 5-16.
- Метаболические изменения биохимических показателей на местном и системном уровнях у пациентов с аллергическими заболеваниями / Алексеенко Е.А., Попов К.А., Быков И.М., Сепиашвили Р.И. / Аллергология и иммунология. 2016. Т. 17. № 2. С. 93-97.
- Иммунореабилитология: истоки, будни и перспективы. От иммунотерапии к персонализированной таргетной иммунореабилитации / Сепиашвили Р.И. / Аллергология и иммунология. 2016. Т. 17. № 3. С. 165-175.

## Общественная деятельность
Состоит в руководстве и органах управления многих российских и зарубежных научных организаций.
Эксперт Всемирной организации здравоохранения (ВОЗ), член Экспертного Совета ВАК (с 2002 года).
Почетный профессор Краснодарского, Тбилисского, Новосибирского, Ростовского, Кишиневского, Алма-атинского медицинских университетов.
Был включен в рабочую экспертную группу Международного Олимпийского комитета «Астма и спорт».
Основатель и главный редактор научных журналов:
- «Аллергология и иммунология» (с 2000)
- «Астма» (с 2000)
- «International Journal on Immunorehabilitation» (издается на русском и английском языках) (с 1994)
- реферативный журнал РАН «Иммунофизиология. Клиническая иммунология и аллергология. Иммунореабилитология.» (с 1997)
- «Journal of World Allergy Organization» (Russian edition)
- член редколлегий журналов: «International Archives of Allergy and Immunology», «ЖМЭИ», «Иммунология», «Цитокины и воспаление»

Приглашенный редактор 2-х зарубежных авторитетных журналов: издательства «Elsevier» - «Clinical and Applied Immunology Reviews» (с 2001) и журнала «Allergy, Clinical Immunology International» (Journal of the World Allergy Organization-с 2005).
Председатель Диссертационного совета по защите докторских и кандидатских диссертаций при РУДН.

## Награды
- «Орден Чести» (1999)
- Премия имени И. И. Мечникова (2017) — за серию работ «Иммунореабилитология»
- Золотая памятная медаль имени Павлова (2004)
- бриллиантовый иммуноглобулин Американской академии аллергологии, астмы и иммунологии;
- бриллиантовая звезда – «Орден Петра Великого II степени» - за выдающиеся заслуги и личный вклад в развитие медицины и здравоохранение (2005)
- «Профессия-Жизнь» (2006), как выдающийся деятель в области медико-биологических наук